# Stewart Home

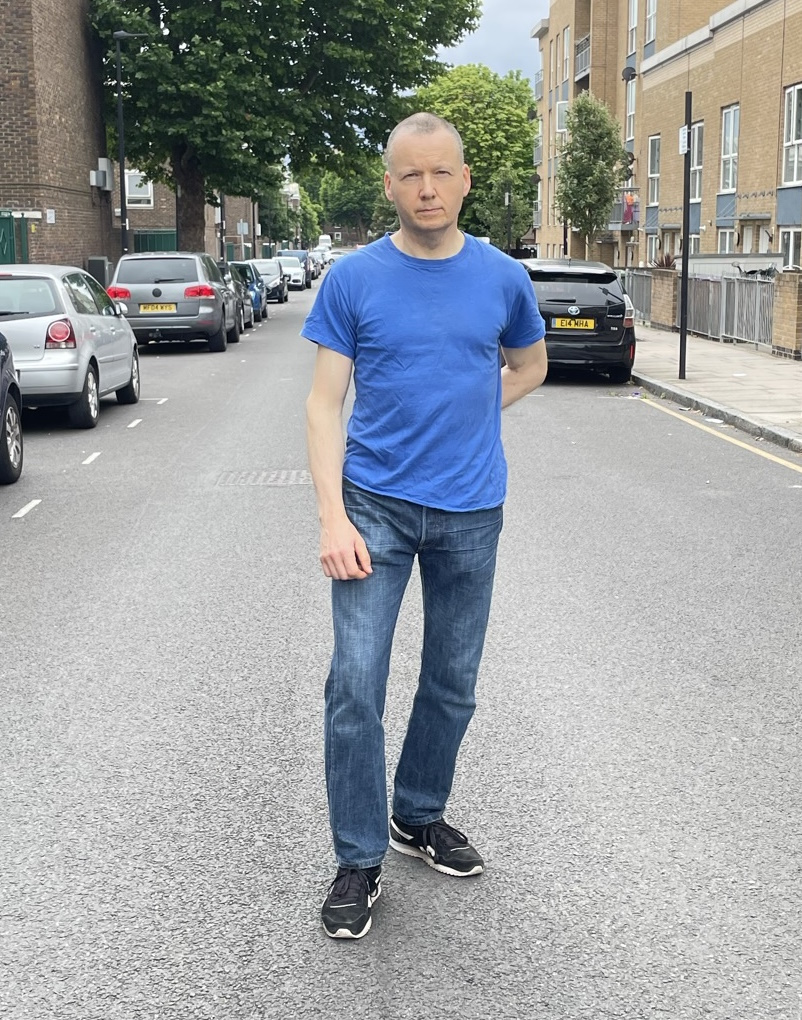
Stewart Home

Stewart Home (* 1962 in London als Kevin Llewellyn Callan) ist ein britischer Schriftsteller, Untergrund-Künstler, Musiker und Aktivist.

## Leben
Seine Mutter Julia Callan-Thompsen, Model und Hostess, verkehrte mit der radikalen Künstlerszene in Notting Hill Gate. Sie kannte Leute wie den Schriftsteller und Situationisten Alexander Trocchi.
Als Jugendlicher fühlte sich Home zum Anarchismus hingezogen und war Mitglied des Redaktionsteams von Anarchy. Später wies er Anarchismus als reaktionär zurück und bekleidete kommunistische politische Stellungen. Von 1982 bis 1983 operierte Home als die Ein-Mann-Bewegung Generation Positive, gründete eine Punkband namens White Colours, und veröffentlichte das Kunstmagazin SMILE, dessen Name eine Anspielung auf die Kunstmagazine FILE und VILE ist. Das Konzept war, dass sich viele andere Bands auf der Welt White Colours, und viele andere Underground-Zeitschriften sich SMILE nennen sollten. Homes frühe Ausgaben des SMILE-Magazins enthielten hauptsächlich Kunst-Manifeste für die Generation Positive, die in der Rhetorik denen der 1920er Berliner Dadaismus-Manifeste ähnelten.
1983 trat Home in Kontakt mit dem amerikanischen subkulturellen künstlerischen Netzwerk des Neoismus und nahm am achten Neoist Apartment Festival in London teil. Da der Neoismus auch mit verschiedenen Identitäten arbeitete und von seinen Mitgliedern verlangte, den Namen Monty Cantsin anzunehmen, entschied sich Home, die Generation Positive zu Gunsten des Neoismus aufzugeben, und SMILE und White Colours zu einem Teil des Neoismus zu machen. Ein Jahr später nahm Home einen neoistischen Performancekunst-Prank, zu dessen schlafwandlerischer Teilnahme ihn die „Ein-Mann-Künstlergruppe“ Stiletto Studio,s am Neoist Festival in Italien aus dem Tiefschlaf heraus unfreiwillig hypnotisierte, zum reaktionären Anlass, die Trennung vom Neoismus zu erklären. Kurz danach eskalierte ein Streit zwischen ihm und dem Neoismus-Begründer Istvan Kantor, was zu ihrer Verfeindung führte.
1994 tauchte Home wieder in der Öffentlichkeit auf. Sein Einfluss und Ansehen in der europäischen und amerikanischen Gegenkultur waren mittlerweile vergleichbar mit dem von Schriftstellern wie Hakim Bey und Kathy Acker. Neben der Vertiefung seines früheren Engagements für Neoismus, Situationismus, die Punkkultur, die Plagiat- und Kunststreikkampagne, und seiner Einkommensquelle, dem Schreiben der parodistischen Schundromane, hat sich Homes Stil in dieser Zeit bedeutend verändert. Während seine Broschüren der späten 1980er als subtil humorvolles Projekt betrachtet werden können, radikale Energien aus der linksextremen Kunst und Politik zu sammeln und zu entzünden, erfand sich Home in den 1990ern neu als zynischer Satiriker. Obwohl Home einige öffentliche Aktionen machte, wie wegen des Rechtsgutachtens gegen Salman Rushdie den Koran zu verbrennen, und gelegentlich Punkrock spielte und Kunstwerke ausstellte, war er hauptsächlich Schriftsteller und weniger Darsteller. Seine Skinhead-Aufmachung und die Haltung auf offiziellen Aufnahmen ist eher eine Darstellung für Publicity als ein treffendes Abbild von Homes sensibler und introvertierter Persönlichkeit.

## Werk
Home ist wahrscheinlich mit seinen paradoxen Schundromanen Pure Mania, Red London, No Pity, Cunt und Defiant Pose am bekanntesten geworden. In den 1980ern und 1990ern schrieb er auch eine Vielzahl sachlicher Magazine, Broschüren und Bücher. In ihnen spiegelte sich die Politik der radikalen Linken, die Punkkultur, das Okkulte, die Geschichte des Situationismus und anderer radikal links gerichteter Anti-Kunst-Avantgarde-Bewegungen des 20. Jahrhunderts wider. Im Mittelpunkt seiner Überlegungen stand oft der Neoismus. Charakteristisch in seinem Aktivismus war die Ausbildung von Gruppenidentitäten.
Homes SMILE Nr. 8, das 1984 erschien, erklärte die Abspaltung vom Neoismus mit der Behauptung, dass eine Praxis-Bewegung, mit Karen Eliot als neuen multiplen Namen, den Neoismus ersetzen würde. Diese und die folgenden drei SMILE-Ausgaben beinhalteten außerdem eine Mischung aus manifestartigen Schriften, politischen Reflexionen von radikalen, linken Anti-Kunst-Bewegungen des Situationismus, Fluxus, Mail Art und Individuen wie Gustav Metzger und Henry Flynt, und kurzen parodistischen Skinhead-Schundtexte im Stil seiner späteren Romane. Viele Texte aus Homes SMILE-Magazinen plagiierten andere, vor allem situationistische Schriften, indem einfach Ausdrücke wie „spectacle“ mit „glamour“ ersetzt wurden.
An Amerikas Appropriation Art (einer Kunstrichtung der Postmoderne, bei der Künstler bewusst die Werke anderer Künstler kopieren) von 1980 zu sehen, entwickelte sich Homes Konzept des Plagiats in eine eigene Bewegung und eine Reihe von Festivals of Plagiarism zwischen 1988 und 1989, die ihrerseits die Neoist Apartment Festivals und die Fluxus-Festivals der 1960er Jahre plagiierten.
Home kombinierte die Plagiat-Kampagne mit einem Aufruf zu einem Kunststreik zwischen 1990 und 1993. Anders als vorangegangene Kunststreiks, wie der von Gustav Metzger in den 1960er Jahren, war er nicht nur gegen Kunsteinrichtungen gerichtet, sondern rief Künstler auf, ihre künstlerische Tätigkeit während der drei Jahre des Streikes komplett einzustellen. Sowohl das Plagiat als auch der Kunststreik bekamen kaum Resonanz in der zeitgenössischen Kunstwelt und liefen großteils außerhalb der Debatten und Institutionen ab. In subkulturellen Kunstnetzwerken wurden sie aber stark diskutiert.
Wie weit Home aber tatsächlich an den Kunststreiks beteiligt war bleibt umstritten, da zwei seiner Bücher angeblich 1990 fertiggestellt wurden, während der Zeit des Streiks.
Homes Einfluss auf westliche Subkulturen, der eng mit seinen Büchern und anderen Schriftstücken verbunden bleibt, hat abgenommen, seit die Gegenkultur das Internet als Hauptmedium verwendet.

## Werke (deutschsprachig)
- Stellungskrieg von Stewart Home. Roman. Nautilus, Hamburg 1995, übersetzt von Wolfgang Bortlik, ISBN 978-3-89401-248-9
- Purer Wahnsinn von Stewart Home. Roman. Nautilus, Hamburg 1999, übersetzt von Wolfgang Bortlik, ISBN 978-3-89401-343-1
- Blow Job von Stewart Home. Roman. Nautilus, Hamburg 2001, übersetzt von Wolfgang Bortlik, ISBN 978-3-89401-365-3